# Nchimunya Mweetwa
Nchimunya Mweetwa (* 22. März 1984) ist ein sambischer ehemaliger Fußballspieler. Der Stürmer steht derzeit in Finnland bei Rovaniemi PS unter Vertrag und spielt seit 2005 für die Nationalmannschaft seines Heimatlandes.
In seiner sambischen Heimat wurde der Stürmer mit ZESCO United Meister, bevor er in die finnische Veikkausliiga wechselte. Gleich in  seiner sehr erfolgreichen ersten Spielzeit für Rovaniemi erzielte Nchimunya Mweetwa 17 Saisontore. Im Jahr 2009 musste er mit dem Verein den Abstieg in die Ykkönen, die zweite Liga, hinnehmen. In der Saison 2010 war Mweetwa mit 13 Treffern bester Schütze seines Teams und schaffte mit Rovaniemi PS den direkten Wiederaufstieg in die Veikkausliiga.